# تقنية خط المرمى

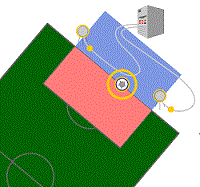
نظام تقنية خط المرمى

في لعبة كرة القدم، تقنية خط المرمى (بالإنجليزية: Goal-line technology)‏ هي الطريقة المستخدمة لتحديد عبور الكرة بكامل محيطها خط المرمى من عدمه بمساعدة الأجهزة الإلكترونية، وفي الوقت نفسه تساعد الحكم في تحديد مشروعية الهدف هل هو صحيح أم لا. إن الغاية الرئيسية من استخدام  تقنية خط المرمى هي تقديم الدعم للحكام في صنع القرار من خلال تنبيه الحكم على تجاوز الكرة لخط المرمى.
بعد شد و جذب و صراع في تحديد استخدام هذه التقنية من عدمه، و التي تكللت بعدم استخدام هذه التقنية خاصة في بريميرليغ و بطولة كأس العالم لكرة القدم 2010 و كأس الأمم الأوروبية لكرة القدم 2012، وافق  مجلس الاتحاد الدولي لكرة القدم IFAB في 5 يونيو 2012، رسميا على استخدام تقنية خط المرمى، حيث اشترطوا وجود حكم المرمى مع استخدام تقنية عين الصقر . ومن ثم إتت موافقة الاتحاد الدولي لكرة القدم في يوليو 2012 باسستخدام تقنية خط المرمى بعد القرار المتّخذ من قبل هيئة البورد المشرفة على القوانين داخل الفيفا والقاضي بالسماح باستخدام هذه التقنية.
فاستخدمت التكنولوجيا لأول مرة في كأس العالم للأندية 2012 و التي أقيمت في اليابان، حيث تم استعمال كاميرات عين الصقر البريطانية المستخدمة عادة في كرة المضرب، و غول ريف (الحقل المغناطيسي والكرة الخاصة) دون أن يتم الاحتكام إليهما لعدم وجود أي احتجاج من أي طرف في تلك البطولة.
واستخدمت في يورو 2016 المقام بفرنسا وكأس العالم 2014 المقامة بالبرازيل وكأس العالم 2018 المقامة بروسيا